# Tabanus karaosus
Tabanus karaosus är en tvåvingeart som beskrevs av Timmer 1984. Tabanus karaosus ingår i släktet Tabanus och familjen bromsar.
Artens utbredningsområde är Turkiet. Inga underarter finns listade i Catalogue of Life.